# Saklaja
Saklaja (arab. صقلايا) – miejscowość w Syrii, w muhafazie Aleppo. W 2004 roku liczyła 1367 mieszkańców.